# Julián Bautista
Julián Bautista (ur. 21 kwietnia 1901 w Madrycie, zm. 8 lipca 1961 w Buenos Aires) – argentyński kompozytor pochodzenia hiszpańskiego.

## Życiorys
W latach 1912–1921 studiował w konserwatorium w Madrycie u Conrado del Campo (kompozycja), Pilara Fernándeza de la Mory (fortepian) i Julio Francésa (skrzypce). W latach 1936–1939 był wykładowcą kompozycji w tymże konserwatorium. Po klęsce republikanów w wojnie domowej wyemigrował w 1939 roku do Argentyny. Wykładał w konserwatorium w Buenos Aires, udzielał też prywatnych lekcji muzyki. Od 1960 roku uczył także w konserwatorium w Portoryko.
Skomponował m.in. Preludio y Danza na gitarę (1928), Sonatinę na trio smyczkowe (1930), Obertura para una ópera grotesca na orkiestrę (1933), Fantazję hiszpańską na klarnet i orkiestrę (1946), Sinfónia breve (1956), Kwartet smyczkowy (1958), Tres ciudades na sopran i orkiestrę do tekstu Federico Garcíi Lorci (1937), 4 poemas gallegos na głos, flet, obój, klarnet, altówkę, wiolonczelę i harfę (1946), Romance del Rey Rodrigo na chór (1956), 6 miniatur na fortepian Colores (1922), balet Juerga (1921).